# Meidhorn
Meidhorn är en bergstopp i Schweiz.   Den ligger i distriktet Leuk och kantonen Valais, i den södra delen av landet, 80 km söder om huvudstaden Bern. Toppen på Meidhorn är 2 875 meter över havet, eller 139 meter över den omgivande terrängen. Bredden vid basen är 0,27 km.
Terrängen runt Meidhorn är mycket bergig. Närmaste större samhälle är Sierre, 14,5 km nordväst om Meidhorn. 
Trakten runt Meidhorn består i huvudsak av gräsmarker. Runt Meidhorn är det ganska glesbefolkat, med 34 invånare per kvadratkilometer.